# 高神大学
高神大學（高神大學校，韓文：고신대학교，英文：Kosin University，全稱：대한예수교장로회고려학원，大韓耶穌教長老會總會高麗學院），為韓國基督教第一大宗派——长老会总会的三所直属神学院之一（其余两所为：总神大学（总神神学院）和长神大学（长老会神学院））,其前身為1946年于設立的高麗神學校，朝鮮戰爭爆發后搬遷至韓國東南部港口城市——釜山市。
學校成立於1946年9月，是一所位於韓國釜山廣域市的基督教神學院。該校本部位於釜山市影島區，其醫學院位於釜山松島（송도），其神学大學院（研究生院）則位於韓國忠清南道天安(천안)市。
現任校長為金聖殊（韓文：김성수）。

## 校訓
코람 데오 (CORAM DEO) - 하나님 앞에서

## 理念
新ㆍ舊約《聖經》為上帝的話語, 對於信仰和生活，全盤而言，是正確無誤的，爲了上帝的榮光，堅信此唯一的法則,培養對上帝忠誠的仆人。

## 歷史
1940年代
- 1946.09.   設立“高麗神學校”（고려신학교）

1950年代
- 1955.09.   設立加爾文學院（四年制大學課程）

1960年代
- 1961.12.   學校合并
- 1962.10.   “高麗神學校”復學
- 1964.09.   指定教團總會直屬神學院

1970年代
- 1970.12.   取得大學設立的許可，成立高麗神學院
- 1975.08.   新建教學樓
- 1976.12.   設立基督教教育學科
- 1978.01.   設立宗教音樂學科
- 1978.02.   取得大學院設立許可

1980年代
- 1980.10.   校名變更為“高神大學”和醫學科設立
- 1980.11.   取得神學大學院（研究生院）設置許可
- 1982.04.   確定搬遷至影島校區
- 1985.05.   新建音樂楼
- 1985.11.   新設：保健學科
- 1986.11.   新設：生物學科和食品與營養學科
- 1987.10.   新設：兒童學科、化學科,數學科和家庭管理學科
- 1988.10.   新設：護理學科
- 1988.11.   新設：大學院醫學博士學位課程
- 1989.01.   新建自然科學樓

1990年代    
- 1993.03.   學校名稱由“高神大學”變更為現名：“高神大學院”
- 1993.09.   新設宣教語言學科，英語英文學科設立
- 1994.03.   中央圖書館和生活館（學生宿舍）竣工
- 1995.10.   大學院新設博士學位課程和名額調整
- 1995.12.   醫學部（醫學院）教學樓竣工
- 1998.08.   高神大學天安校區竣工
- 1998.10.   新設：廣告學科 數碼產業學科
- 1999.03.   新設：立女子神學院
- 1999.11.   新設：計算機學科,美術學科, 教育大學院（研究生院）

2000年代
- 2002.09.   第三教學樓動工
- 2002.10.   設立中國學科
- 2004.03.   高神大學產業學協力團設立
- 2005.12.   第三教學樓竣工和開館

## 院系與機構設置
- 신학대학（神學大學）：
  - 신학과（神學科）
  - 기독교교육과（基督教教育科）
  - 국제문화선교학과（國際文化宣教科）
  - 특수선교학부（特殊宣教學部）：
    - 컴퓨터영상선교학（計算機影像宣教學）
    - 스포츠선교학（體育宣教學）(태권도-跆拳道)

- 인문사회복지대학（人文社會福祉大學）：
  - 영어영문학과（英語英文學科）
  - 광고홍보학과（廣告宣傳科）
  - 중국학과（中國學科）
  - 유아교육과（幼兒教育科）
  - 아동복지학과（兒童福祉科）
  - 사회복지학부（社會福祉學部）：
    - 의료경영학과（醫療經營學科）
    - 인터넷비즈니스학과（英特網商務學科）
    - 재활복지학과（再活福祉學科）

- 자연과학대학（自然科學大學）：
  - 생명과학부（生命科學學部）
  - 화학신소재학부：（化學新素材學部）
    - 식품영양학과（食品營養學科）

  - 보건환경학부（保健環境學部）

- 의과대학（醫學大學）:
  - 의예과（醫藝科）
  - 의학과（醫學科）
  - 교학관리팀（教學管理Team）
  - 사무팀（事務Team）

- 간호대학（監護大學）:
  - 간호학과（監護學科）

- 예술대학（藝術大學）:
  - 교회음악과（教會音樂科）
  - 기악과（器樂科）
  - 디자인학부(Design學部：
    - 실내건축디자인전공（室內建築Design專攻）)

  - 디자인학부(Design學部：
    - 시각 영상디자인전공（視角影像）Design專攻)

  - 조형미술전공（造型美術專攻）

## 外部連結
- 高神大學（韓文） （页面存档备份，存于）